# Rubén Cantú
Rubén Cantú è un comune (corregimiento) della Repubblica di Panama situato nel distretto di Santa Fé, provincia di Veraguas. Si estende su una superficie di 69,8 km² e conta una popolazione di 1.160 abitanti (censimento 2010).